# Spiritual Seasons
Spiritual Seasons — фолк-рок-гурт з Харкова (Україна).
Гурт створено у 1994 році. До 2004 року гурт існував як студійний проект, що виконував британський фолк. У 2001 році у репертуарі гурту з'явилися ірландські народні пісні, які поступово стали його основою. У 2004 році гурт почав концертну діяльність. Записано та видано 7 альбомів.
Соліст гурту має українофобські погляди, а сам гурт регулярно виступає в окупованому Криму.

## Виступи
Гурт виступає у таких клубах як «Арт-кафе Агата» (Харків), «LMB Liverpool» (Донецьк), «Docker Pub», «Пивна Діжка» (Київ), «Hamilton's Pub» (Бєлгород).
Spiritual Seasons брав участь у фестивалі «Лицарський Замок» 2005 та 2006 у Судаці. У травні 2006 року вийшов шостий студійний альбом під назвою «All For Me Grog». У червні 2007 року — пройшла презентація MP3-диска гурту.
У травні 2008 року вийшов сьомий альбом гурту під назвою «Sea Sons», у якому збільшилась кількість використаних інструментів, а до репертуару було додано народні пісні багатьох європейський країн — Франції, Німеччини, Фінляндії, Скандинавських країн, Бретані, Оверни.

### Участь у масових заходах
- Серпень 2005 р. — V міжнародний фестиваль реконструкції та історичного фехтування «Лицарський замок» в «Генуезьській фортеці» (м. Судак).
- Грудень 2005 р. — міжнародний ганж-фестиваль «Мистецтво без спонсорів» (м.Донецьк).
- Серпень 2006 р. — VI міжнародний фестиваль реконструкції та історичного фехтування «Лицарський замок» в «Генуезьській фортеці» (м. Судак).
- Серпень 2006 р. — міжнародний фолк-фестиваль у «Генуезьській фортеці» (м. Судак).
- Жовтень 2008 р. — військово-історичний фестиваль «Терра Героіка» (м. Кам'янець-Подільський).

## Склад
- Віктор Смірнов — гітара, вокал;
- Михайло Папуш — банджо, гітара, бас-гітара, ударні, вокал;
- Антон Смірнов — блок-флейта, тін-вістл, поперечна флейта, волинка;
- Ганна Аветисян — скрипка, вокал;
- Олексій Костін — бас-гітара, гітара, вокал;
- Олександр Ковалевський — звукорежисер;
- Лідія Смірнова — літературний переклад пісень російською мовою, ірландські танці.

Сесійні музиканти
- Деніс Ковальов — бас-гітара, бузукі, гітара, вокал;
- Ігор Толмачов — гітара, ударні, вокал, бас-гітара;
- Олександр Мовчан — баян.

## Дискографія
- 1996 «The Baron of Smayl' home»
- 1997 «A Country Church Yrd»
- 1994—2003 «The Tales From The Dark Forest»
- 2006 «All For Me Grog»
- 2007 «Spiritual Seasons mp3»
- 2008 «Sea Sons»
- 2010 «Blooming Heather»
- 2011 «Summer»